# Ніколаєв Олександр Миколайович
Олександр Миколайович Ніколаєв (1904, село Архангельське, тепер Республіка Башкортостан, Російська Федерація — ?) — молдавський радянський діяч, 1-й секретар Оргіївського повітового комітету КП(б) Молдавії. Член ЦК КП(б) Молдавії в 1941—1949 роках. Депутат Верховної Ради Молдавської РСР 1-го скликання.

## Біографія
Народився в селянській родині. До 1917 року навчався в гімназії, потім — в єдиній трудовій школі.
У 1921—1927 роках — у Червоній армії.
У 1927—1933 роках працював у будівельних організаціях та на заводах міста Харкова.
Член ВКП(б) з 1928 року.
У 1933—1940 роках — на партійній роботі в первинних партійних організаціях міста Харкова; в апараті Орджонікідзевського районного комітету КП(б)У міста Харкова.
4 липня 1940 року призначений 2-м секретарем Оргіївського повітового комітету КП(б) України.
У 1940 — липні 1941 року — 1-й секретар Оргіївського повітового комітету КП(б) Молдавії.
Подальша доля невідома.